# فرقة شرق
فرقة شرق هي فرقة موسيقية أردنية، تأسست في عمّان عام 2006، هدفها إعادة إحياء الأغاني والمقطوعات العربية الكلاسيكية القديمة، والموروث الفولكلوري في قالب حديث يجسد جمال هذه الأغاني والمقطوعات من خلال حوار الآلات العربية والغربية المستخدمة في العزف. تتكون الفرقة من: طارق الجندي (عود)، ألاء تكروري (فلوت)، لارا عليان (غناء)، خالد بلعاوي (تشللو)، معن السيد (إيقاع)، يعرب سميرات (كمان)، مهند عطا الله (ساكسفون وغناء). شاركت الفرقة بمهرجان المقام الدولي في (باكو - أذربيجان) وحصلت على الجائزة البرونزية في الغناء.

## الإسلوب الفني
للفرقة مؤلفاتها الخاصة بها التي تمزج فيها بين الموسيقى الغربية والشرقية، فلا تعتمد في أدائها على الإيقاع السريع وتنوعه فقط، بل وتمزجه بعذوبة أصوات آلاتنا الشرقية الأصيلة. اختارت الفرقة التراث العربي والأغنيات الوطينة منطلَقا لألحانها، من التراث الشامي والغجري، وأغاني للشيخ إمام وعوالم مارسيل خليفة، و قصائد محمود درويش وألحان رياض السنباطي، بالإضافة إلى أغان لفيروز وعبد الوهاب وصولًا إلى أميمة الخليل. قدمت الفرقة عروضاً عدة على مسارح كثيرة في عمان نالت عليها ثناء الصحافة في الأردن.

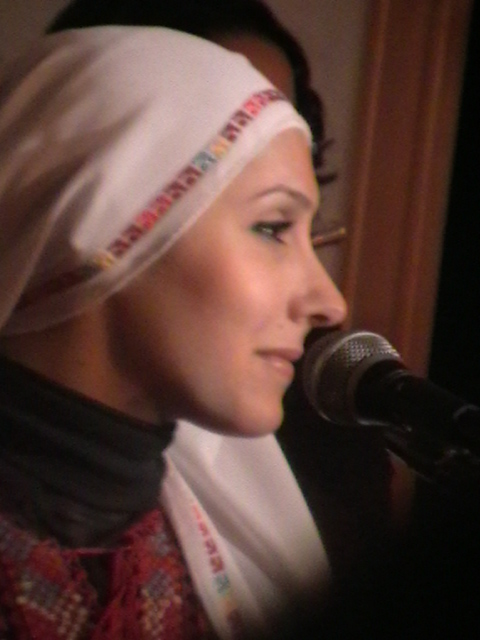
لارا عليان، أحد أعضاء الفرقة (غناء).

## إصدارات
- «بين بين» (2009) [3]